# Egmond
Egmond è un'ex-municipalità dei Paesi Bassi situata nella provincia dell'Olanda Settentrionale. 
Fu creata il 1º gennaio 1978 attraverso l'unione delle ex-municipalità di Egmond-Binnen e Egmond aan Zee
Soppressa il 1º gennaio 2001, il suo territorio, assieme a quello della ex-municipalità di Schoorl, è stato accorpato a quello della municipalità di Bergen.

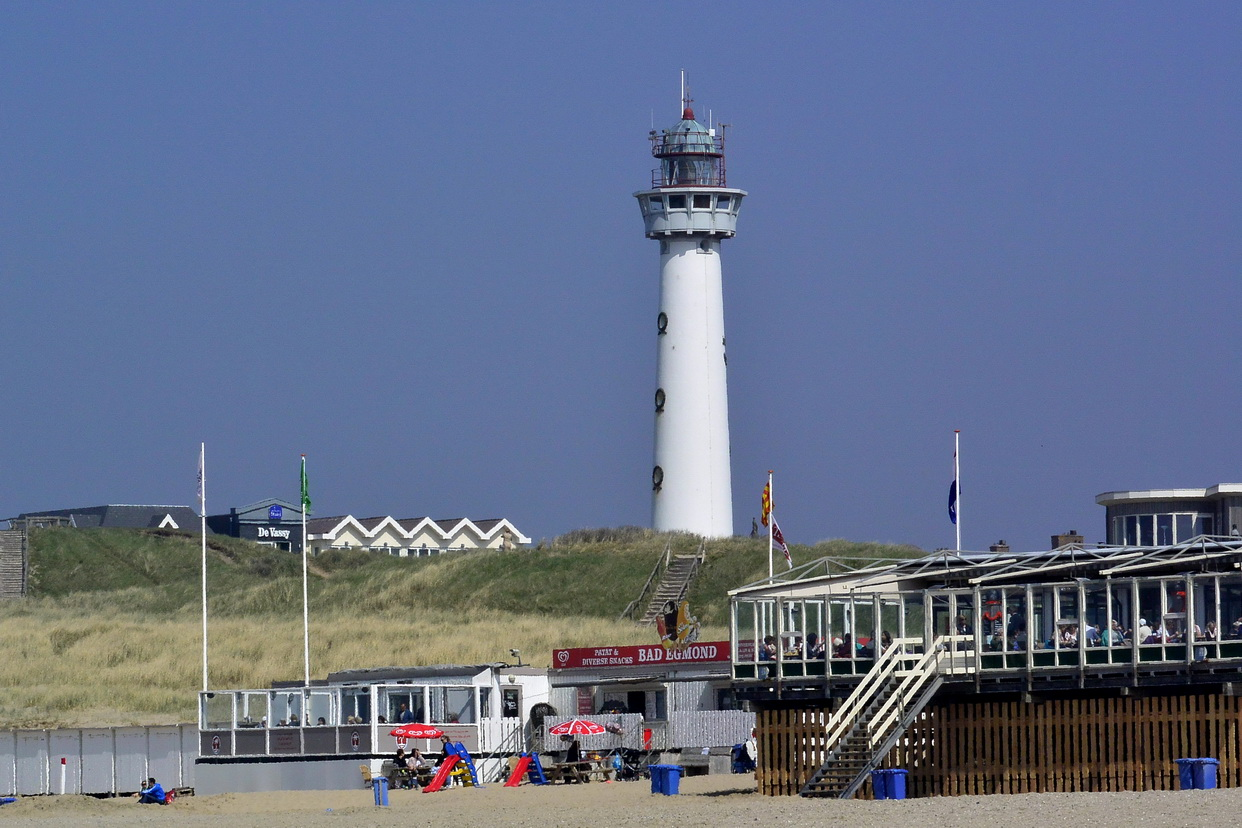
Egmond dal mare